# Алиабад (Билясуварский район)
Алиабад (азерб. Əliabad) — село в Билясуварском районе Азербайджана. Алиабад известен как родина Национального Героя Азербайджана  Мубариза Ибрагимова. Название Алиабад дословно означает — город Али.

## География
Расположено на Муганской равнине, недалеко от реки Болгарчай, к северо-востоку от Билясувара. Соседние сёла —  Бейдили, Захметабад, Хирмандалы и Багбанлар.

## История
В материалах середины XIX века упоминается отсёлок села Кара-яръ Ленкоранского уезда Бакинской губернии — Али-абадъ.   
По данным на 1915 год в Ленкоранском уезде Бакинской губернии отмечаются два села с названием Али-Абадъ. Население обеих сёл обозначается «татарами», то есть азербайджанцами. Численность обеих сёл достигала 308 и 303 человек.
По данным издания «Административное деление АССР», подготовленного в 1933 году Управлением народно-хозяйственным учётом АССР (АзНХУ), по состоянию на 1 января 1933 года в Алиабаде, входившем в Хырмандалский сельсовет Билясуварского района, проживало 141 человек (51 хозяйство), среди которых было 73 мужчины и 68 женщин. Национальный состав всего сельсовета состоял на 100 % из тюрков (азербайджанцев).

## Инфраструктура
В селе имеются средняя общеобразовательная школа, медицинская амбулатория, библиотека, детский сад. Возведён дом-музей Мубариза Ибрагимова. В 2017 году была отремонтирована сельская дорога.